# Charles Henry Dessalines d’Orbigny

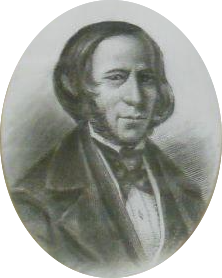

Charles Henry Dessalines d’Orbigny (* 2. Dezember 1806 in Couëron im Département Loire-Atlantique; † 14. Februar 1876 in Paris) war ein französischer Botaniker und Geologe. Sein offizielles botanisches Autorenkürzel lautet „Orb.“   

## Leben und Wirken
Er war der Bruder des Naturforschers Alcide Dessalines d’Orbigny, ging in La Rochelle zur Schule und studierte Medizin in Paris. 1834 wurde er Nachfolger von Louis Cordier (1777–1861) als Assistent und Präparator für Geologie am Muséum national d’histoire naturelle in Paris. 1837 wurde er Hilfs-Naturalist, musste aber 1864 seinen Posten am Museum aus Gesundheitsgründen aufgeben.
Er befasste sich wie sein Bruder mit dem Tertiär im Pariser Becken  und bearbeitete am Naturhistorischen Museum in Paris die von seinem Bruder aus Südamerika geschickten Pflanzen.
Als 1838 die Société Cuvierienne gegründet wird, war er eines der 140 Gründungsmitglieder der Gesellschaft.
D’Orbigny war Herausgeber der naturhistorischen Enzyklopädie Dictionnaire universel d’histoire naturelle, die 1841 bis 1849 in 16 Bänden erschien (eine 2. Auflage erschien 1861). Zu ihr trugen unter anderem der Geologe Élie de Beaumont bei.